# Вељка Љесна
Вељка Љесна (слч. Veľká Lesná) насељено је мјесто са административним статусом сеоске општине (слч. obec) у округу Стара Љубовња, у Прешовском крају, Словачка Република.

## Становништво
| Година:    | 1994. | 2004.    | 2014.   | 2024.   |
| ---------- | ----- | -------- | ------- | ------- |
| Број људи: | 414   | 494      | 478     | 498     |
| Разлика:   |       | +19,32 % | -3,23 % | +4,18 % |

| Година:    | 2023. | 2024.   |
| ---------- | ----- | ------- |
| Број људи: | 493   | 498     |
| Разлика:   |       | +1,01 % |

Према подацима о броју становника из 2024. године насеље је имало 498 становника.